# Симидзу, Кэйго
Кэйго Симидзу (яп. 清水 啓吾 Симидзу Кэйго, р.2 июля 1939) — японский пловец, призёр Олимпийских игр.
Кэйго Симидзу родился в 1939 году в Нагасаки; окончил Университет Кэйо.
В 1960 году на Олимпийских играх в Риме Кэйго Симидзу завоевал бронзовую медаль в эстафете 4×100 м комплексным плаванием. В 1962 году он стал чемпионом Азиатских игр на дистанции 100 м вольным стилем.